# Return to Fantasy
Return to Fantasy è l'ottavo album in studio del gruppo musicale rock britannico Uriah Heep pubblicato nel giugno 1975.

## Il disco
Si tratta del primo album insieme al bassista John Wetton, subentrato a Gary Thain, uscito dal gruppo a causa dei suoi problemi di dipendenza dall'eroina. L'album ricalca in parte le tematiche di The Magician's Birthday: i singoli estratti furono Return to Fantasy e Prima Donna.

## Tracce
1. Return to Fantasy (Hensley, Byron) – 5:52
2. Shady Lady (Hensley, Box, Byron, Kerslake) – 4:46
3. Devil's Daughter (Byron, Box, Hensley, Kerslake) – 4:27
4. Beautiful Dream (Hensley, Byron, Box, Kerslake) – 3:39
5. Prima Donna (Byron, Box, Kerslake, Hensley) – 3:11
6. Your Turn to Remember (Hensley) – 4:22
7. Showdown (Hensley, Box, Byron, Kerslake) – 4:17
8. Why Did You Go (Box, Byron, Hensley, Kerslake) – 3:53
9. A Year or a Day (Hensley) – 6:10

## Formazione
- David Byron – voce
- Ken Hensley – tastiera, chitarra, sintetizzatore
- Mick Box – chitarra
- Lee Kerslake – batteria, percussioni
- John Wetton – basso, mellotron